# 南斯拉夫人
南斯拉夫人（波斯尼亞語：Jugosloveni/Jugoslaveni；馬其頓語、塞爾維亞語，以西里爾字母書寫：Југословени，以拉丁字母書寫：Jugosloveni；克羅地亞語：Jugoslaveni；斯洛文尼亞語：Jugoslovani）是以南斯拉夫及其共同經驗為認同的族群，緣起於巴爾幹半島南斯拉夫地區，然而由於二十世紀末各南部斯拉夫族群民族主義興起，以及南斯拉夫國家瓦解，如今以「南斯拉夫人」為認同的人大多數居住於美國和其他國家，居住在前南斯拉夫地區的反而不多。

## 緣起
一次大戰以前，南斯拉夫地區主要由兩個帝國的勢力所支配，西邊是哈布斯堡王朝的奧匈帝國，東邊則是鄂圖曼土耳其帝國。18世紀之後，南部斯拉夫民族的民族主義漸漸出現，開始爭取由這兩個帝國的支配下獨立。在爭取獨立的過程中，這些民族主義者認識到，將南部斯拉夫各族組合起來，或許能夠形成更強大的力量，在鄂圖曼與奧匈雙元之外建立一個第三元帝國。1788年，塞爾維亞的學者多西泰伊·奥布拉多维奇首先提出將南斯拉夫各族視為單一民族「南斯拉夫人」的觀念。在實際的獨立運動上，塞爾維亞在南斯拉夫族群當中最為成功。因著鄂圖曼帝國的衰弱，塞爾維亞在1878年的柏林會議取得國際完全承認。1905年，為了脫離奧匈的控制，帝國內同為南部斯拉夫民族的克羅埃西亞人與塞爾維亞人結盟，南斯拉夫的民族統一運動隨著塞爾維亞王國勢力的增長，而傾向塞爾維亞。 一次世界大戰以後，一個名為「塞尔维亚人、克罗地亚人和斯洛文尼亚人王国」的議會制君主制王國成立，內部的克羅埃西亞與塞爾維亞兩個民族的力量以國會為舞台鬥爭，在國會引發了流血事件。國王亞歷山大一世以此為由解散國會，改行君主專制。停止實施憲法，開始推行一種稱為南斯拉夫統合主義或是南斯拉夫單一主義的政策。1929年，他正式將王國更名為「南斯拉夫王國」，並且廢除一切的民族旗幟、象徵與紋飾徽章；禁止使用部族、宗教或綱領為政黨名稱；以南斯拉夫人認同取代原先各民族的認同，將王國內部統一成為一個僅以「南斯拉夫人」為主體的單一民族國家。

## 二戰後發展
第二次世界大戰之後，南斯拉夫社會主義聯邦共和國政府成立，狄托也得以決定戰後勢力的分配。為了解決民族之間的衝突，狄托推動各族間「友愛團結」。他認為，「只要成員不想團結，只想分離，就不會有南斯拉夫。」但他也認為，像亞歷山大一世那種試圖將各民族統一為單一的南斯拉夫民族並沒有意義。他所強調的「友愛」是各族平等，互相尊重；統一的是各族間共同的行動，而不是將各族的本質變為相同。雖然如此，「南斯拉夫人」這樣的認同，在社會主義南斯拉夫時期並沒有消失。即使在1981年的人口普查當中，以南斯拉夫人為認同的仍有1,216,463人，佔全國人口的5.4%。